# Forte Bastia
Il Forte Monte Bastia è stato uno dei primi forti ad essere costruito nel XIX secolo per il sistema di fortificazione a difesa della Spezia e della sua base navale.

Edificato sulla sommità dell’omonima collina (300 m slm) a ovest di Vezzano Ligure, era concepito per sostenere attacchi dal retroterra e controllare la valle del Magra.
Cortine perimetrali in pietra, dotate di feritoie orizzontali, ne definiscono il perimetro, la cui pianta è assimilabile ad una C molto chiusa, con la convessità rivolta nord-est. 

Una continua cintura di rampari costituisce l’ossatura della costruzione che racchiude due piazze d’armi di diversa ampiezza.
Come in ogni altra analoga costruzione fortificata, al suo interno sono depositi di munizioni, la centrale di tiro, alloggi per i soldati, locali di servizio, magazzini, una cisterna per l’acqua, stalle. Le pareti dei corridoi di collegamento hanno delle nicchie a pavimento, probabilmente in origine destinate ad ospitare in sicurezza lampade a petrolio.
L`armamento installato nel forte consisteva in 16 pezzi di artiglieria collocati sui rampari, serviti da casematte attraverso cui venivano fornite le munizioni. 

Prima della seconda guerra mondiale vi fu installata anche una batteria contraerea. 
Durante l'occupazione nazista fu requisito e utilizzato come centro del Comando territoriale e anche come centro di comando delle SS.
Il 5 marzo 1947 vi fu effettuata l'ultima esecuzione capitale della storia d'Italia, ai danni di tre ex ufficiali repubblichini della cosiddetta "Banda Gallo".
Oggi il complesso è in stato di abbandono.